# Salobreña
Salobreña é uma localidade e município espanhol situado na parte centro-oeste da comarca da Costa Granadina, na província de Granada, comunidade autônoma da Andaluzia. Localizado às margens do mar Mediterrâneo, este município faz fronteira com os de Motril, Vélez de Benaudalla, Los Guájares, Molvízar, Ítrabo e Almuñécar. Em seu território desagua o rio Guadalfeo. Conta com uma população de 12.562 habitantes (INE 2023). Possui uma área área 34,91 km².
As origens de Salobreña remontam à Antiguidade, sendo esta uma região onde houve uma importante presença fenícia e, posteriormente, romana. Do período medieval data a construção primitiva do castelo de Salobreña, que teve certo esplendor na época nasrida. Ao redor desta fortificação foi se desenvolvendo uma população que, com o passar do tempo, aumentou de tamanho, alcançando o município certa importância em meados do século XIX devido à atividade agrícola. Como em outras áreas da Costa Tropical, as plantações de cana-de-açúcar em Salobreña chegaram a ter grande relevância. Posteriormente, outros cultivos ganharam maior importância. Em tempos mais recentes, a atividade turística também passou a ter espaço no município.
A etimologia do termo parece derivar das línguas indo-europeias meridionais identificadas por Villar. Especificamente, propõe-se a raiz Sel (‘corrente de água’) e -amsina ou -ansina, da raiz indo-europeia m°bhi (‘ao redor de’), usada no antigo irlandês com o significado de ‘cercado’.
Como cidade hispano-romana da Bética, Salobreña era conhecida como Segalvina e, como tal, está registrada nas atas do Concílio de Elvira. O nome que recebe em árabe é Shalubānya, também pronunciado Shalubīnya (do qual deriva o nome atual) devido à imala, uma característica peculiar de pronúncia presente no árabe andaluz.
|                                                |
| Selamsina ⇒ Segalvina ⇒ Shalubānya ⇒ Salobreña |

## Demografia
| Variação demográfica do município entre 1991 e 2004 | Variação demográfica do município entre 1991 e 2004 | Variação demográfica do município entre 1991 e 2004 | Variação demográfica do município entre 1991 e 2004 |
| --------------------------------------------------- | --------------------------------------------------- | --------------------------------------------------- | --------------------------------------------------- |
| 1991                                                | 1996                                                | 2001                                                | 2004                                                |
| 9474                                                | 10104                                               | 10368                                               | 11420                                               |